# Альдено
Альде́но (итал. Aldeno) — коммуна в Италии, расположена в автономной области Трентино-Альто-Адидже, подчинена административному центру Тренто.
По данным Национального института статистики, на 01.01.2025 года, население коммуны составляло 3364 человека, плотность населения — 373,93 чел./км². Коммуна занимает площадь 9 км². 
Почтовый индекс — 38060. Телефонный код — 00461.
Покровителями города почитаются святой Вит и святой Модест, празднование 15 июня.

## Демография
Динамика населения

## Города-побратимы
- Железна-Руда, Чехия